# Mika Karhu
Mika Karhu (* 1979) ist ein deutschsprachiger Schriftsteller, der hauptsächlich humorvolle bis schwarzhumorige Bücher schreibt.

## Werk
Mika Karhu debütierte im April 2016 im Selbstverlag mit dem Roman Brathering interruptus, dessen Protagonist Sebastian Berger aufgrund seiner moralischen Verfehlungen, sowie seines exzessiven Alkohol- und Tabakkonsums, in Rezensionen zum Buch stark polarisierte. Kurz nach Veröffentlichung wurde dp Digital Publishers auf ihn aufmerksam und bot ihm an, sein Buch zu überarbeiten und neu zu veröffentlichen.
Im Januar 2019 erschien mit Brathering reloaded der zweite Teil der Reihe, welcher später ebenfalls bei dp Digital Publishers veröffentlicht wurde. Weitere Teile der Reihe, welche stets mit einem Cliffhanger endeten, folgten.
Neben seinen humorvollen Büchern, versuchte sich Mika Karhu mit Lucie, ich und das Ende der Welt auch im surreal-fiktiven Genre.
Nachdem er im August 2020 den Roman Wer braucht schon Liebe, wenn man Dinge mit Käse überbacken kann herausbrachte, folgte im April 2021 in Kooperation mit Leslie Julian das Buch ROYAL FLUSH BAHAMABEIGE. Im Januar 2023 veröffentlichte er mit Brathering deluxe, den dritten Teil der Brathering-Reihe. Es folgten im Dezember 2024, wieder in Kooperation mit Leslie Julian, ROYAL FLUSH Tannengrün und im Januar 2025 ROYAL FLUSH BERMUDABLAU.

## Romane und Hörbücher

### Brathering-Reihe
- Brathering interruptus. Selbstverlag, 2016. Neuveröffentlichung bei dp Digital Publishers, 2017, ISBN 978-3-96087-507-9.
- Brathering reloaded. Selbstverlag, 2019. Neuveröffentlichung bei dp Digital Publishers, 2020, ISBN 978-3-96817-063-3.
- Brathering Zweieinhalb. Selbstverlag, 2020, ISBN 979-8-6406-2920-0.
- Brathering Deluxe. MK BOOKS, 2023, ISBN 979-8-3642-4876-3

### ROYAL FLUSH-Reihe
- ROYAL FLUSH BAHAMABEIGE (mit Leslie Julian). Selbstverlag, März 2021. ISBN 979-8-7157-8662-3.
- ROYAL FLUSH Tannengrün (mit Leslie Julian). Selbstverlag, Dezember 2024. ISBN 979-8346-99537-1.
- ROYAL FLUSH BERMUDABLAU (mit Leslie Julian). Selbstverlag, Januar 2025.

### Weitere Bücher
- Lucie, ich und das Ende der Welt. Selbstverlag, Dezember 2018, ISBN 978-1-79137-311-5.
- Wer braucht schon Liebe, wenn man Dinge mit Käse überbacken kann. Selbstverlag, August 2020. ISBN 979-8-6643-1603-2.

### Hörbücher
- ROYAL FLUSH BAHAMABEIGE (mit Leslie Julian), gelesen von Chris Chord und Anna Shortmann. Audio4You, 2022 ISBN 978-3-910247-63-5.